# なぎ
なぎとは、平坦な安定した状態を表す言葉で、古語でもある。「なぎ」という発音が先にあり、後から様々に漢字が当てられ、和ぎ・凪・薙ぎとも表記する。反対語として荒れや波や起伏がある。

## 概要
和ぎ・凪・薙ぎと表記したときの意味合いの別。
1. 「和ぎ」は和やか、穏やかな状態であり、主に心情や情勢に用いられる。
2. 「凪」は和ぎと同意でもあるが、現在では風が無く穏やかな波のない海の状態をさす場合が多い。また、数少ない国字（和製漢字）であり風が止まっている状態をあらわしている。
3. 「薙ぎ」は山が崩れ平らになりつつある状態や草木を刈った平坦な野原を指すが、横に打ち払う（薙ぎ払う）という意味もある。そのことから神事としての祓い清めを意味する。また薙の神事が日本各地にあり、内陸地方での嵐や大風を鎮める行為とされる。珍しい文字では「𡵢（なぎ）」があり、崩れという意味から薙ぎの当て字である。

「なぎ」には様々な漢字表記があり、同音異句の樹木や山・地名としても多く使われている。そのほとんどが日本の神道や神話や古神道における信仰の場所に関わるもので、神社の名や日本の神の名の一部として使われている。

## 神籬
神籬は、木や枝葉の依り代のこと。古くは岩や山や森林や大木を信仰の対象とした。現在は神木と儀式用の榊をさす場合が多く、岩や山の依り代は磐座という傾向にある。
- 南木（なぎ）楠（クスノキ）のことで、南木（なぎ）と名づけ神木として祀っている神社がある。
- 梛（なぎ）那木・竹柏とも表記し、ナギという樹木のこと。ナギがなぎ（和ぎ）に通じることから、神籬（儀式の依り代としての枝葉の意）として使われる。
- 榊（なぎ）サカキのことで、「なぎ」ともよばれる。神籬として使われる。

## 日本の神話・神社
「いざなぎのみこと」・「あわなぎのみこと」・「つらなぎのみこと」・「なぎなみのみこと」の「なぎ」には、蕩・諾・名杵・那岐・那芸などの字が充てられる。また「やまとたけるのみこと」が使う三種の神器として草薙剣がある。
なぎ神社は日本各地にあり、下記のように表記するものがある。
- 梛神社
- 諾神社
- 那岐神社
- 南木神社
- 名木神社

## 地名
上記の漢字表記のほか、奈義・奈癸・奈岐・名義などの地名としての「なぎ」や様々な漢字表記の「なぎ川」や「なぎ山」が存在する。

## 関連事項
- かんなぎ
- 波
- 依り代
- 荒ぶる神
- 書籍『那岐山への旅』著作 高井薫
- AKB48の元メンバーである坂口渚沙の愛称
- 井上和（いのうえ なぎ） - 日本のタレント。アイドルグループ「乃木坂46」のメンバー